# Hovhannes Danielyan
Hovhannes Danielyan (in armeno Հովհաննես Դանիելյան?; 11 aprile 1987) è un pugile armeno.

## Palmarès

### Europei dilettanti
- 3 medaglie:
  - 1 oro (Liverpool 2008 nei pesi mosca leggeri)
  - 2 bronzi (Plovdiv 2006 nei pesi mosca leggeri; Mosca 2010 nei pesi mosca leggeri)